# František Beneš (politik ČSS)
František Beneš (6. ledna 1907 – ???) byl český a československý politik Československé strany socialistické a poslanec Národního shromáždění ČSR a České národní rady.

## Biografie
Po únorovém převratu v roce 1948 patřil k frakci tehdejší národně socialistické strany loajální vůči Komunistické straně Československa, která v národně socialistické straně převzala moc a proměnila ji na Československou socialistickou stranu coby spojence komunistického režimu. Po volbách do Národního shromáždění roku 1948 získal mandát v parlamentu za volební kraj Olomouc, ovšem až dodatečně v březnu 1952 jako náhradník poté, co rezignovala poslankyně Božena Pátková. Mandát získal i ve volbách v roce 1954 a v parlamentu zasedal do konce funkčního období, tedy do voleb v roce 1960. Po federalizaci Československa usedl roku 1969 ještě do České národní rady, kde setrval do konce funkčního období roku 1971.
K roku 1954 se profesně uvádí jako člen Ústřední rady odborů, Krajské odborové rady a zaměstnanec Krajské poštovní správy v Olomouci. V roce 1968 je uváděn coby krajský tajemník ČSS, bytem Ostrava-Poruba.